# Piotr Ufimcew
Piotr Ufimcew (ros. Пётр Я́ковлевич Уфи́мцев, ur. 1931 w Kraju Ałtajskim) – radziecki fizyk i matematyk, twórca teorii, na bazie której stworzono nowoczesną technologię stealth, umożliwiającą zmniejszenie wykrywalności obiektów znanymi metodami obserwacji.

## Życiorys
Na początku lat 60 Ufimcew zaczął tworzyć modele matematyczne opisujące dyfrakcję fal elektromagnetycznych na dwuwymiarowych obiektach o kształcie trójkątnym. Wśród tych obiektów były też bryły obrotowe o skończonych rozmiarach, np. dysk, walec, stożek, paraboloida, warstwa kulista, cienki drut. Powstała fizyczna teoria dyfrakcji (ang. Physical Theory of Diffraction (PTD)). Rosjanie nie przewidzieli jednak, że znajdzie ona ważne zastosowania wojskowe, więc w 1962 jej rezultaty opublikowali w książce Metoda fal krawędziowych w fizycznej teorii dyfrakcji w wydawnictwie Radzieckie radio, a w 1971 książkę przetłumaczono na język angielski, pod tym samym tytułem.
Denys Overholser - inżynier zajmujący się technologią stealth w zakładach zbrojeniowych Lockheed po lekturze tej książki uświadomił sobie, że Ufimcew stworzył aparat matematyczny do analizy propagacji fal radarowych, padających na samolot, i rozwinął teorię Ufimcewa na obiekty trójwymiarowe. Sam Ufimcew posłużył się formułami rozwiniętymi przez szkockiego fizyka oraz niemieckiego eksperta w zakresie elektromagnetyzmu.